# Hernán Garcias
Hernán José Garcias (Buenos Aires, 2 giugno 1978) è un allenatore di calcio a 5 ed ex giocatore di calcio a 5 argentino, campione sudamericano con la nazionale argentina nel 2003.

## Carriera
Al termine della stagione 2013-14 annuncia il suo ritiro; Garcias rimane tuttavia nell'organigramma dell'Asti, assumendo il ruolo di assistente di Tiago Polido. Rientrato in patria, nel luglio 2015 annuncia il suo ritorno in campo, accordandosi con il Boca Juniors.

## Palmarès

### Competizioni nazionali
- Campionato italiano: 1

Montesilvano: 2009-10
- Coppa UEFA: 1

Montesilvano: 2010-11
- Winter Cup: 1

Asti: 2013-14

### Competizioni internazionali
- Coppa America: 1

Argentina 2003